# 미아 쿠투
미아 쿠투(포르투갈어: Mia Couto)로 더 잘 알려진 안토니우 에밀리우 레이테 쿠투(포르투갈어: Antonio Emílio Leite Couto, 1955년 7월 5일 ~ )는 모잠비크 출신의 작가이다. 그는 2013년 포르투갈어로 가장 중요한 문학상인 카몽이스상을 수상했고, 2014년 노이스타트 국제문학상을 수상했다.

## 생애

### 초창기
미아 쿠투는 포르투갈령 모잠비크의 세 번째로 큰 도시인 베이라에서 태어났고, 그곳에서 자랐고 학교를 다녔다. 그는 1950년대에 포르투갈 식민지로 이주한 포르투갈 이민자들의 아들이다. 그가 14살이었을 때, 그의 시 일부는 지역 신문인 《노티시아스 다 베이라》에 게재되었다. 3년 후인 1971년, 그는 수도인 로렌수마르케스(현재의 마푸토)로 이주했고, 로렌수마르케스 대학교에서 의학을 공부하기 시작했다. 이 시기 동안, 반식민지 게릴라 정치 운동인 FRELIMO는 모잠비크에서 포르투갈의 식민 지배를 타도하기 위해 고군분투하고 있었다.

### 모잠비크 독립 이후
1974년 4월, 리스본의 카네이션 혁명과 이스타두 노부 정권의 전복 이후, 모잠비크는 독립적인 공화국이 되려고 했다. 1974년, FRELIMO는 쿠투에게 1975년 9월까지 《트리부나》의 기자로 그리고 그 후 새로 창설된 모잠비크 정보국의 국장으로 일년 동안 공부를 중단할 것을 요청했다. 그 후, 그는 1981년까지 템포 잡지를 운영했다. 그의 첫 시집인 《레이즈 데 오르발류》는 1983년에 출판되었는데, 이 책에는 마르크스주의 무장 선전의 지배를 반대하는 글들이 포함되어 있다. 쿠투는 생물학에서의 공부를 마치기 위해 사임한 1985년까지 노티시아스 신문사에서 계속 일했다.